# Pineapple Express
Pineapple Express (titulada: Superfumados en España y Piña Express en Hispanoamérica) es una película estadounidense de acción y comedia criminal del año 2008, dirigida por David Gordon Green, producida por Judd Apatow y protagonizada por Seth Rogen y James Franco.

## Argumento
Dale Denton (Seth Rogen) es un secretario judicial a quien le gusta consumir con regularidad diversos tipos de marihuana. En una ocasión en particular, Saul (James Franco), su proveedor, le vende "Pineapple Express", una variante nueva de hierba que solo es distribuida por él en la ciudad. La vida de Dale se complica cuando es testigo de un asesinato cometido por una mujer policía corrupta llamada Carol (Rosie Perez) y el peligroso narcotraficante Ted Jones (Gary Cole) y, al entrar en pánico, deja caer la colilla (tuca) de "Pineapple Express" en la escena del crimen. Luego Dale sale velozmente de ahí chocando un par de autos, llegando a la casa de Saul donde le pregunta si el tipo de droga es tan particular que la pueden rastrear hasta él: Saul dice que sí. Allí comienzan los intentos de estos dos hombres por escapar de dos asesinos (Budlofsky y Matheson) enviados por Ted para asesinarlos.

## Reparto
- Seth Rogen como Dale Denton.
- James Franco como Saul Silver.
- Danny McBride como Red.
- Kevin Corrigan como Budlofsky.
- Craig Robinson como Matheson.
- Gary Cole como Ted Jones.
- Rosie Perez como Carol.
- Ed Begley Jr. como Robert.
- Nora Dunn como Shannon.
- Amber Heard como Angie Anderson.
- Joe Lo Truglio como Mr. Edwards.
- Arthur Napiontek como Clark.
- Bill Hader como Soldado Miller.
- James Remar como General Bratt.

## Premios y nominaciones

### Premios Globo de Oro
| Año  | Categoría                       | Persona      | Resultado |
| ---- | ------------------------------- | ------------ | --------- |
| 2009 | Mejor Actor - Comedia o musical | James Franco | Nominado  |

### Otros premios y nominaciones
| Año  | Premio                          | Categoría              | Persona                               | Resultado |
| ---- | ------------------------------- | ---------------------- | ------------------------------------- | --------- |
| 2008 | Austin Film Critics Association | Actor revelación       | Danny McBride                         | Ganador   |
| 2009 | BMI Film & TV Awards            | Música de películas    | Graeme Revell                         | Ganador   |
| 2008 | Golden Trailer Awards           | Mejor comedia          | ---                                   | Nominada  |
| 2009 | MTV Movie Awards                | Mejor actuación cómica | James Franco                          | Nominado  |
| 2009 | MTV Movie Awards                | Mejor pelea            | James Franco Seth Rogen Danny McBride | Nominados |
| 2009 | Teen Choice Awards              | Actor de comedia       | Seth Rogen                            | Nominado  |
| 2009 | Teen Choice Awards              | Comedia de amigos      | ---                                   | Nominada  |